# Movimiento Democrático Popular (Granada)
El Movimiento Democrático Popular fue un partido político en Granada. Participó en las elecciones generales de 1957, donde fue uno de los tres partidos en obtener dos escaños en los comicios. A pesar de su éxito, no participó en elecciones posteriores.